# Islam w Chinach
Islam w Chinach
Pomimo że wyznawcy islamu należą do pięciu najliczniejszych grup wyznaniowych we współczesnych Chinach, trudno ustalić dokładną liczbę muzułmanów zamieszkujących terytorium Chińskiej Republiki Ludowej. Oficjalnym danym rządowym często zarzuca się celowe zaniżanie liczby wyznawców islamu oraz to, że obejmują one jedynie członków dziesięciu oficjalnie uznanych przez Chińską Republikę Ludową mniejszości narodowych, które tradycyjnie uznawane są za muzułmańskie. Ilu z nich odeszło od wiary przodków i ilu jest wyznawców islamu wśród Chińczyków Han, czy wśród innych mniejszości nie wiadomo. Pomimo tych nieścisłości, obecną liczbę muzułmanów w Chinach oszacować można na około 20-22 miliony.
Islam, który jest jedną z oficjalnych religii w tym kraju, przywędrował do Chin już w VII wieku, najprawdopodobniej za sprawą arabskich i perskich kupców, którzy zaszczepili własną religię w Państwie Środka. Początkowo była to niszowa grupa wyznaniowa, utożsamiana jednak ze środowiskiem ówczesnych elit społecznych. Muzułmanie cieszyli się dużym uznaniem głównie ze względu na wysoki status finansowy.
Wyjątkowo prężny rozwój islamu w Chinach przyniosło panowanie mongolskiej dynastii Yuan. W tym czasie muzułmanie otrzymali największe przywileje. Islam postrzegano wówczas jako wyznanie sprzyjające rozwojowi gospodarki Państwa Środka.
Wraz z nastaniem dynastii Ming, wprowadzeniem restrykcji wobec małżeństw mieszanych oraz przeniesieniem stolicy z Nankinu do Pekinu, znaczenie i spójność środowiska muzułmańskiego nieco się osłabiło. Ostatecznie doprowadziło to jednak do rozprzestrzenienia islamu na jeszcze szersze obszary.
Początek dynastii Qing wiąże się z rozwojem muzułmańskich szkół i działalności intelektualnej tej społeczności. W tym okresie nastąpiło też najsilniejsze mieszanie się islamu z najgłębszymi warstwami chińskiej kultury.
W 1911 roku, gdy Chiny przekształciły się w republikę, muzułmanie stali się kartą przetargową w politycznej rywalizacji elit rządzących. Był to także czas najsilniejszych prześladowań i dyskryminacji wyznawców tej religii.
Za czasów rewolucji kulturalnej islam utracił swą silną pozycję. Zniszczono wiele meczetów, zamknięto szkoły koraniczne i zakazano nauki religii wśród muzułmańskich dzieci.
Mimo to islam jest obecnie jedną z najbardziej dynamicznych religii Chin. Podjęto się odbudowy meczetów, których liczbę obecnie szacuje się na ok. 34 tysięcy, w tym ok. 64 w samym Pekinie. W całych Chinach działa prawdopodobnie około 60 tysięcy imamów. W niemal wszystkich chińskich miastach można spotkać muzułmańskie dzielnice, w których centrum znajduje się meczet, a wokół działają restauracje spełniające wymogi halal, czyli rytualnej czystości żywności.
Islamscy przywódcy w Chinach, jako osoby mające duży wpływ na ludność muzułmańską są zachęcani do aktywnego uczestniczenia w strukturach politycznych, przyznaje się im znaczne ulgi podatkowe np. zwolnienie z podatku gruntowego od działki pod budowę meczetu. W Chinach działa Chińskie Stowarzyszenie Islamskie. W regionie autonomicznym Ningxia kwestionuje się pogląd jakoby Koran przyznawał kobiecie niższy status społeczny – działają tam imamowie płci żeńskiej.
Wielostopniowy system szkół muzułmańskich, od przedszkoli po uniwersytety, stanowi silną podporę chińskiego systemu edukacyjnego. Najbardziej prestiżowe wyższe szkoły muzułmańskie w Chinach to: Lanzhou Mosque College, Xinjiang M.C., Northest Minority C. i Ningxia M.C.

## Najsłynniejsze chińskie meczety
To tzw. Czwórka Starożytnych: meczet Huaisheng w Kantonie, meczet Qingjing w Quanzhou, meczet Xianhe w Yangzhou i meczet Fenghuang w Hangzhou. Specyfika meczetów chińskich polega głównie na tym, że poza nielicznymi wyjątkami (np. meczet Guang Ta w Kantonie i meczet Eidkah w Kaszgarze) nie posiadają one typowych kopuł i minaretów. Są one utrzymane w stylu architektury tradycyjnych, chińskich domów, bogato zdobionych wewnątrz.
Także typowe muzułmańskie obrzędy religijne uległy pewnym przeobrażeniom pod wpływem kultury chińskiej. Zaadaptowano m.in. chiński kult przodków i upamiętnianie rocznic śmierci. Przesunięciom uległy daty niektórych świąt muzułmańskich. Jednym z miejsc corocznych pielgrzymek jest grób starożytnego mędrca zwanego Habit ibn Kajs, który znajduje się na terenie Ujgurskiego Regionu Autonomicznego. Architektura grobowca łączy w sobie wpływy chińskie i arabskie.
Z czasem muzułmanie stali się mniejszością religijną na stałe związaną z pewnymi grupami etnicznymi. W rezultacie przeprowadzonej w latach pięćdziesiątych akcji klasyfikowania mniejszości etnicznych wymienia się 10 grup, które wyznają islam jako swoją religię narodową: Hui, Ujgurzy, Kazachowie, Dongxiang, Kałkazi, Sala, Tadżycy, Uzbecy, Bao’an i Tatarzy.

## Mniejszości muzułmańskie w Chinach

### Hui zu -„Chińscy muzułmanie”
Zamieszkują wszystkie prowincje i niemal wszystkie chińskie miasta, z największą koncentracją na zachodzie kraju. Prawdopodobnie są potomkami muzułmańskich kupców, najemników i emigrantów przybyłych do Chin w VII wieku, którzy z czasem wtapiali się w chińskie społeczeństwo poprzez małżeństwa mieszane, przejmowanie języka itp. Zachowali oni jednak swoją religię i tradycje z nią związane. Społeczność Hui jest tą, która uległa najdalej idącym wpływom kultury chińskiej, co przejawia się w architekturze meczetów, słownictwie religijnym oraz znacznym wpływie etyki konfucjańskiej. Zdarzają się niestety lokalne konflikty między Hui a Hanami. Ostatnio takie zdarzenie miało miejsce w 2000 roku w prowincji Szantung. Śmierć poniosło kilku muzułmanów. Hui posiadają własny region autonomiczny Ningxia–Hui i dwie prefektury autonomiczne w prowincji Gansu i Xinjiangu oraz dziewięć autonomicznych powiatów.

### Ujgurzy
Są drugą pod względem liczebności mniejszością muzułmańską w Chinach. Zamieszkują oni głównie Ujgurski Region Autonomiczny w Xinjiang – obszar stanowiący w sumie 16% powierzchni ChRL. Uważani są oni za potomków starożytnych Ujgurów, którzy tworzyli niegdyś na terenie dzisiejszej Mongolii Zachodniej i Xinjiangu tzw. kaganat ujgurski. Za duchową stolicę współczesnych Ujgurów uważa się Kaszgar. W wyniku napływu osadników ze wschodnich części ChRL, Ujgurzy stanowią obecnie 44% ludności regionu, a aż 38% to Chińczycy Han. Powoduje to rosnące niezadowolenie Ujgurów.

### Kazachowie
Są trzecią co do wielkości grupą muzułmańską. Zamieszkują oni północną część Xinjiangu. Zdecydowana większość Kazachów przybyła do Chin w XIX wieku, w wyniku rosyjskich podbojów na terenach obecnego Kazachstanu. Do dziś większość z nich prowadzi pasterski tryb życia, dzięki czemu w większym stopniu niż ich rodacy w Kazachstanie zachowali swój język i kulturę. W latach sześćdziesiątych chiński rząd organizował przymusowe deportacje Kazachów do ZSRR. Mimo to pozostali oni dominującą grupą etniczną w północnym Xinjiangu.

### Dongxiang
Zamieszkują przede wszystkim południową część prowincji Gansu. Według spisu ludności z 1990 roku ich liczebność wynosiła ponad 370 tysięcy. Uważa się, że są oni potomkami osadzonych w tych regionach przez Mongołów żołnierzy, którzy w czasach dynastii Yuan (1206–1368) mieli strzec zachodnich granic cesarstwa.

### Salarowie
Liczą około 100 tysięcy osób i zamieszkują głównie regiony Xunhua w prowincji Qinghai oraz Pilin w prowincji Gansu. Salarowie są prawdopodobnie potomkami imigrantów politycznych z Samarkandy, którzy przybyli do Chin w okresie dynastii Yuan.

### Mniejszość Bao’an
Jest jedną z najmniejszych uznanych oficjalnie grup etnicznych w ChRL. Ich liczebność według danych z 2000 roku wynosiła niewiele ponad 16 tysięcy osób. Zamieszkują oni przede wszystkim na obszarze Autonomicznej Prefektury Linxia Mniejszości Dongxiang, w powiecie autonomicznym Jishishan.

### Pozostałe
Pozostałe muzułmańskie mniejszości narodowe Chin zamieszkują Ujgurski Region Autonomiczny Xinjiang. Najbardziej liczni są wśród nich Kirgizi (w 2000 r. około 160 tys. osób). Rząd ChRL ustanowił na terenach przez nich zamieszkanych Autonomiczną Kirgiską Prefekturę Kizilsu, ze stolicą w Artux. Na południe od kirgiskich obszarów w Tadżyckim Powiecie Autonomicznym Tashkurgan mieszkają chińscy Tadżycy (w 2000 r. około 40 tys. osób) – jedyna szyicka grupa muzułmanów w Chinach. Są oni jednocześnie jedną z dwóch mniejszości indoeuropejskich zamieszkujących ChRL (druga to Rosjanie). Xinjiang zamieszkują również Uzbecy (w 2000 r. 12 tys. osób) i Tatarzy (w 2000 r. ok. 4,8 tys. osób).